# لیلا مصدقی
لیلا مصدقی (زاده ۱۳۴۸ در تهران) بازیگر اهل ایران است. وی در فیلم «دو نیمه سیب» (۱۳۷۰) به کارگردانی کیانوش عیاری در کنار خواهر دوقلوی خود «مریم مصدقی» به ایفا نقش پرداخته است.

## فیلم‌شناسی
| سال  | نام         | نقش    | کارگردان       |
| ---- | ----------- | ------ | -------------- |
| ۱۳۷۰ | دو نیمه سیب | سایه   | کیانوش عیاری   |
| ۱۳۷۱ | مهاجران     |        | مهدی صباغ‌زاده  |
| ۱۳۷۲ | دو روی سکه  | هما    | محمد متوسلانی  |
| ۱۳۷۴ | تحفه هند    | فرنگیس | محمدرضا زهتابی |